# 8月31日
8月31日是阳历年的第243天（闰年是244天），离一年的结束还有122天。

## 大事记

### 19世纪以前
- 1057年：拜占庭皇帝米海尔六世在登基一年后被迫退位。
- 1218年：卡米勒成為埃及埃宥比王朝的第四位蘇丹。
- 1314年：挪威国王哈康五世将首都由卑尔根迁往奥斯陆。
- 1363年：朱元璋和陈友谅大战于鄱阳湖，史稱鄱陽湖之戰。
- 1422年：英格兰国王亨利五世去世，其九个月大的儿子亨利六世成为新国王。

### 19世紀
- 1846年：法国天文学家于尔班·勒威耶公布他所计算的海王星运行轨道。
- 1864年：南北战争：威廉·谢尔曼将军率联邦军队开始围攻亚特兰大。
- 1876年：奥斯曼帝国蘇丹穆拉德五世因患有精神病遭废黜，其弟阿卜杜勒·哈米德二世接任王位。
- 1888年：瑪麗·安·尼可斯（英语：Mary Ann Nichols）的屍體在倫敦巴克街（英语：Durward Street）被發現，她據稱是被稱為開膛手傑克的不明身份連環殺手的第一位受害者。
- 1897年：美國發明家愛迪生获得活動電影放映機的專利。
- 1898年：岩垂邦彥（日语：岩垂邦彦）和前田武四郎在購買三好電力製造公司設備的基礎上，共同建立了日本電氣。

### 20世紀
- 1907年：英国和俄罗斯签订确立中亚势力范围的《英俄条约》，宣告三国协约正式形成。
- 1916年：蔡锷东渡日本养病。
- 1919年：爱尔兰废除新闻检查制度。
- 1920年：在波苏战争中，波兰军队与骑兵于卡莫罗战役中击败布尔什维克领导的苏俄红军，取得决定性的胜利。
- 1935年：美国国会通过1935年美国中立法案。
- 1937年：日本华北方面军成立。
- 1939年：納粹德國武裝親衛隊冒充波蘭軍隊襲擊位在格利維采的廣播電臺，製造入侵波蘭的藉口。
- 1942年：新四军第5师在湖北礼山歼灭国民革命军保安第4旅，俘其旅长以下2000人。
- 1942年：纳粹德国党卫队在乌克兰西部城市捷爾諾波爾屠杀5000名犹太人。
- 1945年：罗伯特·孟席斯创建澳大利亚自由党。
- 1957年：马来西亚半岛的马来亚联合邦脱离大英帝国殖民统治独立，并成为大英国协成员国。
- 1958年：越南共和国总统吴廷琰首席政治顾问吴廷瑈寄送邮包炸弹暗杀柬埔寨王国太上王诺罗敦·施亚努的试图失败。
- 1959年：中華人民共和國第一座綜合體育場—北京工人體育場建成。
- 1962年：特立尼达和多巴哥脱离英国殖民统治，宣布独立。
- 1965年：用于运送超大货物部分零件的巨大型货机超级彩虹鱼首次进行试飞。
- 1965年：联合国宪章第23、27、61条修正案通过，扩张联合国安全理事会的规模及权利。
- 1980年：辛巴威與阿爾及利亞建交。
- 1984年：中国自主设计、自主建造的第一座现代化露天煤矿：霍林河南露天矿在内蒙古自治区建成投产。
- 1986年：美國加州發生墨西哥國際航空498號班機空難，造死82死亡，1人受傷。
- 1988年：從廣州飛抵香港啟德機場的中國民航301號班機在降落時墜海，釀成7死14傷。
- 1988年：達美航空1141號班機空難，共14人罹難。
- 1991年：乌兹别克斯坦及吉尔吉斯斯坦宣布独立。
- 1994年：爱尔兰共和军宣布停火。
- 1997年：英国威尔士王妃戴安娜和男友多迪·法耶兹在法国巴黎阿尔马桥隧道内发生车祸逝世。
- 1998年：朝鲜宣布发射首颗卫星“光明星1号”，但日本等国坚持认为朝鲜实际上的目的是試射大浦洞一號飛彈，飛越日本領空。
- 1998年：Windows 98中文版发布。
- 1998年：吉隆坡双峰塔正式启用。
- 1999年：俄羅斯莫斯科、布伊納克斯克及伏爾加頓斯克的住宅分別發生連環爆炸事件，造成接近300人死，超過1,000人受傷。

### 21世紀
- 2005年：伊拉克首都巴格达在举行宗教仪式时，谣传有自杀式袭击发生，在底格里斯河上一条桥梁的民众争相走避而发生人踩人的惨剧，造成1,199人死亡。
- 2005年：中国人民银行公告第五套人民币100元、50元、20元、10元、5元纸币和1角硬币改版。
- 2006年：挪威警方尋回於2004年8月被盜的愛德華·蒙克名畫吶喊。
- 2007年：音樂軟體初音未來發行。
- 2012年：德国药厂格兰泰就抗孕妇晨吐药沙利度胺导致畸胎，作出首次正式道歉。
- 2012年：墨西哥联邦选举法院宣布，革命制度党候选人培尼亚·涅托在7月1日举行的总统选举中获胜，当选为新一任墨西哥总统。
- 2014年：中華人民共和國全國人民代表大會常務委員會公布關於香港政治制度改革的相關框架，決定引發之後的雨傘運動。
- 2016年：巴西聯邦參議院通過對總統迪爾瑪·羅賽芙的彈劾案，並由副總統米歇爾·泰梅爾繼任。
- 2019年：在香港太子站內，因為有乘客與示威者因政見問題而發生毆鬥，港警繼而衝到車廂裡執法。有輿論認為當天有市民在太子站內被警察打死，但未能最後證實。
- 2023年：南非約翰內斯堡一座住宅樓發生致命火災，造成76人死亡、88人受傷，是南非歷年傷亡人數最多的火災事故。

## 出生
- 12年：卡利古拉，羅馬帝國皇帝（41年逝世）
- 161年：康茂德，羅馬帝國皇帝（192年逝世）
- 1168年：金章宗完颜璟，金朝皇帝（1208年逝世）
- 1387年：亨利五世，英格蘭蘭開斯特王朝國王（1422年逝世）
- 1569年：贾汉吉尔，莫卧兒帝國皇帝（1627年逝世）
- 1786年：米歇爾·歐仁·謝弗勒爾，法國化學家（1889年逝世）
- 1802年：侯赛因·格拉达什切维奇，奥斯曼帝國将領（1834年逝世）
- 1821年：赫爾曼·馮·亥姆霍兹，德國物理學家、生理學家（1894年逝世）
- 1867年：甘弼仕，英國殖民地官員、法官，香港最高法院副按察司（1930年逝世）
- 1870年：瑪麗亞·蒙特梭利，義大利幼兒教育學家（1952年逝世）
- 1879年：大正天皇，日本第123代天皇（1926年逝世）
- 1879年：阿爾瑪·馬勒，奧地利作曲家、作家、編輯、社會名流（1964年逝世）
- 1880年：威廉明娜，荷兰女王（1962年逝世）
- 1914年：駱玉笙，中國曲藝大师（2002年逝世）
- 1922年：吳孟超，中國肝膽腸胃科专家，被誉为“中國肝脏外科的开拓者、創始人”和“中國肝胆外科之父”（2021年逝世）
- 1924年：小托馬斯·傑羅姆·哈德納，美國海軍、海軍航空兵軍官（2017年逝世）
- 1924年：約翰·巴瑞，美國企業家（2019年逝世）
- 1925年：莫里斯·皮亞拉，法國電影導演、劇作家、演員（2003年逝世）
- 1928年：詹姆士·柯本，美國電影演員（2002年逝世）
- 1928年：辛海棉，第三位由菲律賓人擔任菲律賓總主教（2005年逝世）
- 1934年：郭惠二，臺灣化學教師（2022年逝世）
- 1943年：列昂尼德·伊瓦紹夫，俄羅斯上將
- 1945年：伊扎克·帕尔曼，以色列小提琴家、教師
- 1947年：大島弓子，日本漫畫家，24年組之一
- 1947年：颂猜·旺沙瓦，泰國政治人物，第26任泰國總理
- 1947年：卢卡·克劳德洛·迪·蒙特泽莫罗，義大利法拉利及菲亞特汽車主席
- 1949年：李察·基爾，美國佛教徒、電影演員
- 1949年：休·波利策，美國物理學家，2004年諾貝爾物理學獎得主
- 1953年：小林善紀，日本漫畫家
- 1955年：埃德温·摩西，美國田径運動員
- 1956年：蔡英文，臺灣政治人物，第14、15任中華民國總統
- 1956年：田代政，日本電視演員
- 1960年：劉傑，台灣配音員
- 1960年：符爽，台灣配音員
- 1961年：盧秀燕，臺灣政治人物，現任臺中市市長
- 1963年：李美鳳，香港演員
- 1966年：希山薩赫如丁，馬來西亞政治人物（2025年逝世）
- 1966年：張清芳，臺灣女歌手
- 1967年：平松晶子，日本動畫聲優
- 1968年：野茂英雄，日本裔美國職棒投手
- 1969年：安德魯·庫納南，美國連環殺手（1997年逝世）
- 1970年：尼古拉·格鲁埃夫斯基，馬其頓共和國政治人物，現任馬其頓總理
- 1970年：拉尼娅·亚辛，約旦國王阿卜杜拉二世妻
- 1971年：克里斯·塔克，美國男演員
- 1974年：马克·韦布，美國電影導演
- 1976年：陳慶祥，馬來西亞男歌手
- 1977年：傑夫·哈迪，美國職業摔角手
- 1982年：何塞·雷纳，西班牙籍足球門將
- 1982年：伊恩·克罗克，美國游泳運動員
- 1983年：大張偉，中國男歌手
- 1984年：拉吉庫馬·拉奧，印度男演員
- 1985年：林宜融，台灣女歌手
- 1985年：朱海君，台灣女歌手
- 1985年：馬志威，香港男演員
- 1985年：高濬熙，韓國女演員
- 1985年：穆罕默德·本·萨勒曼，沙特阿拉伯王儲、第一副首相兼國防大臣
- 1986年：馮天薇，新加坡女子乒乓球運動員
- 1986年：梁釗峰，香港男歌手
- 1989年：申惠善，韓國女演員
- 1991年：施廷懋，中國女子跳水運動員
- 1991年：安東尼奧·費利克斯·達·科斯塔，葡萄牙赛车手
- 1992年：尼古拉斯·達利亞費高，阿根廷足球運動員
- 1993年：雞排妹，台灣藝人
- 1993年：竹內舞，日本女子偶像團體SKE48成員
- 1996年：上茶谷大河，日本職業棒球運動員
- 1996年：杰倫·布朗森，美國職業籃球運動員
- 1997年：黃筱雯，臺灣女子拳擊運動員
- 1997年：伊藤大海，日本職業棒球運動員
- 1997年：安恩真，韓國女子偶像團體DIA成員
- 2001年：森七菜，日本女演員、歌手
- 2002年：崎山蒼志，日本男歌手
- 2002年：盧孝靜，韓國女子偶像團體Weki Meki成員
- 2004年：張員瑛，韓國女子偶像團體前IZ*ONE、IVE成員

## 逝世
- 318年：漢昭武帝刘聪，十六国时汉赵国君，汉光文帝劉淵第四子。
- 606年：楊素，隋朝軍事家，詩人
- 731年：大伴旅人，日本奈良时代诗人（665年出生）
- 970年：韩熙载，五代十国时期南唐宰相（902年出生）
- 1056年：狄奧多拉，羅馬人的女皇帝、獨裁者（約980年出生）
- 1234年：後堀河天皇，日本第86代天皇（1212年出生）
- 1422年：亨利五世，英格蘭國王（1386年出生）
- 1542年：諏訪賴重，日本戰國時代武將、大名（1516年出生）
- 1688年：约翰·班扬，英格兰作家及布道家（1628年出生）
- 1724年：路易斯一世，西班牙國王，西班牙在位最短的君主之一（1707年出生）
- 1762年：桃園天皇，日本第116代天皇（1741年出生）
- 1795年：弗朗索瓦-安德烈·菲利多尔，法国国际象棋大师（1726年出生）
- 1795年：圓山應舉，日本畫家（1733年出生）
- 1814年：亚瑟·菲利普，英国海军上将（1738年出生）
- 1818年：阿瑟·聖克萊，蘇格蘭裔美國大陸軍將領（1737年出生）
- 1831年：奥古斯特·奈哈特·冯·格奈森瑙，普鲁士陸軍元帥（1760年出生）
- 1834年：卡尔·路德维希·哈丁，德国天文学家，婚神星的发现者（1765年出生）
- 1867年：夏尔·波德莱尔，法国诗人（1821年出生）
- 1918年：安德烈-路易·科列斯基，法國軍官、數學家（1875年出生）
- 1920年：威廉·冯特，德国实验心理学创始人（1832年出生）
- 1931年：蔣光慈，中國現代著名作家、無產階級文學倡導者之一（1901年出生）
- 1945年：斯特凡·巴拿赫，波蘭數學家（1892年出生）
- 1948年：安德烈·亞歷山德羅維奇·日丹諾夫，蘇聯政治人物，蘇聯領袖史達林親信（1896年出生）
- 1963年：喬治·布拉克，立体派画家（1882年出生）
- 1967年：伊利亞·愛倫堡，苏联著名作家（1891年出生）
- 1969年：袁則留，台灣證券交易所第一任總經理（1913年出生）
- 1978年：約翰·拉索爾，羅得西亞政治人物，第2任羅得西亞總統（1913年出生）
- 1997年：多迪·法耶茲，埃及富豪、電影製片人，黛安娜王妃的男友（1955年出生）
- 1997年：威爾斯王妃黛安娜，英國王儲威爾斯親王查爾斯之第一任妻子（1961年出生）
- 2003年：罗元铮，中国经济学家（1924年出生）
- 2005年：約瑟夫·羅特布拉特，波蘭裔英國物理學家、社會活動家，1995年諾貝爾和平獎得主（1908年出生）
- 2012年：谢尔盖·索科洛夫，苏联军事统帅（1911年出生）
- 2013年：大卫·弗罗斯特，英国时事评论员、电视节目主持人、作家、记者（1939年出生）
- 2018年：沃夫岡·克勞塞維斯，德國動物學家、魚類學家、海洋生物學家、生物史學家（1921年出生）
- 2018年：約翰·達利，美國社會心理學家（1938年出生）
- 2019年：王补宣，中国工程力学专家（1922年出生）
- 2019年：伊曼纽尔·沃勒斯坦，美国社会学家（1930年出生）
- 2019年：马雪征，中国女企业家（1953年出生）
- 2019年：安托萬·于貝爾，法國二級方程式賽車車手（1996年出生）
- 2020年：普拉纳布·慕克吉，印度政治人物，第13任印度總統（1935年出生）
- 2024年：米斯拉夫·貝茲馬利諾維奇，克羅埃西亞男子水球運動員（1967年出生）

## 节假日和习俗
- 非洲人后裔国际日[1]
- ：独立日
- 马来西亚：独立日
- 摩尔多瓦：国家语言日
- 波蘭：独身自由日
- 千里達及托巴哥：獨立日
- 国际药物过量意识日，2001年起设立